# Quido Lanzaat
Quido Lanzaat (* 30. September 1979 in Amsterdam) ist ein ehemaliger niederländischer Fußballspieler.

## Karriere

### Verein
Der Abwehrspieler stammt aus der Fußballschule von Ajax Amsterdam. Als Profispieler spielte er mit Ajax im UEFA-Cup und in der Champions League. In der Winterpause der Saison 1999/2000 wechselte er ablösefrei zu Borussia Mönchengladbach, absolvierte dort aber in drei Jahren lediglich elf Pflichtspiele, weshalb er 2002 für 35.000 Euro Ablöse zu Alemannia Aachen ging. In Aachen gehörte er zu den Stammkräften, 2004 erreichte er mit der Alemannia das Finale des DFB-Pokals, welches sie 2:3 gegen Werder Bremen verloren. Nach dieser Saison wechselte er zum TSV 1860 München, wo er allerdings nur circa die Hälfte aller Saisonspiele bestritt. Sein 2006 auslaufender Vertrag wurde nicht verlängert, er absolvierte ein Probetraining beim MSV Duisburg. Aufgrund der Verletzungsmisere in der Abwehr wurde Lanzaat vom MSV im Oktober 2006 bis zum Saisonende 2006/07 verpflichtet. Da er zuvor vereinslos war, konnte er sofort eingesetzt werden.
Zur Saison 2007/08 verließ er die Zebras wieder und wechselte zum bulgarischen Erstligisten ZSKA Sofia. Bei Sofia kam Lanzaat zweimal in der Qualifikation zum UEFA-Pokal 2007/08 zum Einsatz und erreichte die Hauptrunde. Beim Rückspiel der folgenden 1. Hauptrunde gegen Toulouse FC stand er ebenfalls auf dem Platz und schied mit Sofia auf Grund der Auswärtstorregel aus. Am Ende der Saison gewann Lanzaat mit Sofia die bulgarische Meisterschaft. Im Dezember 2008 löste er seinen bis 2009 gültigen Vertrag auf.
Zur Saison 2009/10 wechselte er nach Deutschland zum Drittligisten FC Carl Zeiss Jena, wo er einen Zweijahresvertrag unterschrieb. Bereits 2010 ging er jedoch zum SV Wehen Wiesbaden, wo er zwei Jahre spielte. Seit Auslaufen seines Vertrages zum 30. Juni 2012 ist er vereinslos.

### Nationalmannschaft
Lanzaat absolvierte 52 Länderspiele für die niederländischen Juniorenmannschaften von U 13 bis U 21 und erzielte dabei sieben Tore.

## Dopingvergehen
Lanzaat geriet ins Blickfeld der Öffentlichkeit, als er nach dem DFB-Hallen-Pokal-Finale am 16. Januar 2000 in München positiv auf THC, den Wirkstoff von Cannabis, getestet wurde. Der damals 20-Jährige wurde zunächst vom DFB für acht Wochen gesperrt, da er nicht bewusst gedopt habe. Die SpVgg Greuther Fürth, Verlierer des Finales gegen Mönchengladbach (2:3), legte daraufhin gegen das Urteil Protest ein. Dieser wurde zunächst abgewiesen. In zweiter Instanz hob jedoch das DFB-Bundesgericht das Urteil am 31. Mai 2000 auf und erkannte Mönchengladbach den Titel ab. Zudem wurde Lanzaat für drei Monate gesperrt.

## Statistik
Stand: 2. Oktober 2012

### Spiele
- 1 Spiel in der 1. Bundesliga
- 95 Spiele in der 2. Bundesliga
- 78 Spiele in der Dritten Liga
- 8 Spiele im DFB-Pokal

### Tore
- 4 Tore in der 2. Bundesliga
- 2 Tore in der Dritten Liga

## Erfolge
- Finalist im DFB-Pokal 2004 mit Alemannia Aachen
- Bulgarischer Meister: 2008

## Privates
Quido Lanzaat ist ledig und hat ein Wirtschaftsstudium absolviert.